# Domna, tant vos ai preiada
La Domna, tant vos ai preiada e un componimento poetico di Rambaldo di Vaqueiras del genere cortese della pastorella (dialogo tra un signore innamorato e una pastorella) intorno all'anno 1190. Rappresenta il testo scritto più antico della lingua ligure.

## L'opera
L'opera è il contrasto bilingue fra un giullare provenzale e una popolana genovese (al posto del cavaliere e della pastorella). Il primo pronuncia le sue offerte d’amore in lingua d'oc, riproducendo temi e linguaggio peculiari della canzone cortese; la seconda, come al solito, si nega e lo respinge, esprimendosi in dialetto genovese. Ecco come le si rivolge l’amante, e come lei gli risponde (vv. 1-6; 15-21).
si· us platz q’amar me voillaz,

q’eu sui vostr’ endormenjaz,

car es pros et enseignada,

e toz bos prez autreiaz,

per qu·em plai vostr’ amistaz.»
perché mi amaste, se lo volete.

Io sono vostro vassallo,

perché siete nobile ed educata,

e raccogliete in voi ogni buon pregio,

per questo desidero il vostro amore.»
qe me chaidejai de zo,

qe niente no farò.

Ance fossi voi appeso!

Vostr’amia non serò,

Certo, ja ve scanerò,

provenzal malaurao!»
se mi chiedete questo,

che io di certo non lo farò.

Piuttosto foste voi impiccato!

Non sarò vostra amante,

certo, piuttosto vi scannerò,

provenzale maledetto!»

### Confronto con "Rosa fresca aulentissima"
È evidente la somiglianza con il testo dell'opera Rosa fresca aulentissima di Cielo d'Alcamo, in particolare nell’uso alternato di due registri linguistici. Raimbaut de Vaqueiras vuole soprattutto evidenziare le differenze sociali dei due personaggi, mettendo in scena lo scontro tra le convenzioni cortesi rappresentate dal giullare provenzale e la concretezza plebea della donna genovese. In Cielo d’Alcamo queste differenze vengono annullate: i due personaggi sono rappresentanti dello stesso mondo popolare, e assumono su se stessi entrambi i registri, compresenti in ogni battuta, in un gioco parodico che resta tutto affidato al linguaggio.